# Bosznia-hercegovinai szerb népszavazás (1991)
A bosznia-hercegovinai szerb népszavazás a Bosznia-Hercegovinai Szerb Nemzetgyűlés által szervezett referendum volt, melyet 1991. november 10-én tartottak Bosznia-Hercegovina jelentős szerb lakosságú részein a Jugoszláviában maradásról.

## Előzmények
1990 novemberében Bosznia-Hercegovinában megtartották az első szabad választásokat, amelyek során három nacionalista párt került hatalomra. Az Alija Izetbegović által vezetett Demokratikus Akció Pártja (SDA), a Radovan Karadžić által vezetett Szerb Demokrata Párt (SDS), valamint a Horvát Demokratikus Közösség (HDZ), amelyet Stjepan Kljuić vezetett. Izetbegovićot megválasztották Bosznia-Hercegovina Elnökségének elnökévé, a Minisztertanács elnöke a HDZ-s Jure Pelivant, míg a Bosznia-Hercegovinai Parlament elnöke az SDS politikusa, Momčilo Krajišnik lett.
1990-ben a Jugoszláv Néphadsereg (JNA) szerb tisztjeiből és a JNA pszichológiai műveleti osztályának szakértőiből álló csoport kidolgozta a RAM tervet, melynek célja a Szerbián kívüli szerbek megszervezése, az SDS ellenőrzésének megszilárdítása, valamint fegyverek és lőszerek előkészítése volt. 1990-ben és 1991-ben a horvátországi szerbek, illetve a bosznia-hercegovinai szerbek Szerb Autonóm Területeket (SAO) hoztak létre azzal a céllal, hogy később egy Nagy-Szerbia létrehozása érdekében egyesítsék őket. A JNA már 1990 szeptemberében vagy októberében megkezdte a boszniai szerbek felfegyverzését és milíciákba szervezését. Ugyanebben az évben a JNA lefegyverezte a Bosznia-Hercegovinai Köztársaság Területvédelmi Erőit (TORBiH). 1991 márciusára a JNA a becslések szerint 51 900 lőfegyvert osztott szét szerb félkatonai szervezetek, és 23 298 lőfegyvert pedig az SDS tagjai között. 1991-ben és 1992 elején a szerb politikai ellenőrzés fokozása érdekében az SDS erőteljesen szerbesítette a rendőrséget. Noel Malcolm szerint „Karadžić és pártjának lépései – [szerb] autonóm régiók kikiáltása, a szerb lakosság felfegyverzése, kisebb helyi incidensek provokálása, a folyamatos nacionalista propaganda, a szövetségi hadsereg „védelmének” kérése – pontosan megegyezett azzal, amit a szerbek korábban Horvátországban tettek. Kevés megfigyelő kételkedhetett abban, hogy itt ugyanaz terv működik.”

## A népszavazás
1991. október 15-i ülésén a boszniai parlament, a RAM-tervről értesülve és attól megriadva, a parlament újbóli megnyitása, Krajišnik bezárása és a szerb képviselők távozása után parlamenti frakciója segítségével jóváhagyta a „szuverenitási memorandumot”. 1991. október 24-én az SDS megalakította a bosznia-hercegovinai szerb nép nemzetgyűlését, mely népszavazás kiírása mellett döntött. Ezzel egyidejűleg kiadta az „Útmutató a bosznia-hercegovinai szerbek szerveinek szervezésére és tevékenységére rendkívüli körülmények között” című kiadványt, amely felszólította az SDS tisztviselőit, hogy hozzanak létre szerb önkormányzati testületeket és válságstábokat, biztosítsák a szerbek ellátását, és hozzanak létre kiterjedt kommunikációs hálózatokat.
A népszavazáson két kérdést tett fel a szerbeknek:
- Egyetért-e a Bosznia-Hercegovinai Szerb Nemzetgyűlés 1991. október 24-iki döntésével, miszerint a szerb népnek közös jugoszláv államban kell maradnia Szerbiával, Montenegróval, a Krajinai Szerb Autonóm Területtel, a Szlavóniai, Baranyai és Nyugat-Szerémségi Szerb Autonóm Területtel és másokkal, akik a bennmaradás mellett döntöttek?[12]

A nem szerbeket arról is megkérdezték:
- Egyetért-e Ön azzal, hogy Bosznia-Hercegovinának, mint egyenrangú köztársaságnak, Jugoszlávia közös államában kell maradnia minden mással, aki ezt az álláspontot képviseli?[12]

## A népszavazás eredménye
A Jugoszláviában maradást szavazók 98%-a jóváhagyta, és ezt követően 1992. január 9-én megalakult a Bosznia-hercegovinai Szerb Köztársaság.
| Kérdés                                   | Mellette  | Mellette | Ellene   | Ellene | Érvénytelen/ üres | Összes szavazat | Összes szavazó | Százalék | Eredmény   |
| Kérdés                                   | Szavazat  | %        | Szavazat | %      | Érvénytelen/ üres | Összes szavazat | Összes szavazó | Százalék | Eredmény   |
| ---------------------------------------- | --------- | -------- | -------- | ------ | ----------------- | --------------- | -------------- | -------- | ---------- |
| Az összes szerb Jugoszláviában marad     | 1,161,146 | 98.00    |          | 2.00   |                   |                 | 1,550,000      | 85.00    | Jóváhagyva |
| Bosznia-Hercegovina Jugoszláviában marad | 48,845    | 98.00    |          | 2.00   |                   | Jóváhagyva      | 1,550,000      | 85.00    |            |
| Forrás: Direct democracy adatbázis       |           |          |          |        |                   |                 |                |          |            |

## Következmények
1992 januárjában a Bosznia-hercegovinai Szerb Nemzetgyűlés deklarálta a Bosznia-Hercegovinai Szerb Népköztársaság kiválását a Bosznia-Hercegovinai Köztársaságból. A boszniai kormány alkotmányellenesnek és önjelöltnek nyilvánította a népszavazást, melyet nemzetközileg sem ismertek el.Később 1992. február 29. és március 1. között országos függetlenségi népszavazást tartott, amelyet a szerbek többsége bojkottált. Steven L. Burg és Paul S. Shoup a népszavazáson feltett kérdést, amely arra inspirálta a választókat, hogy a Szerbiával, Montenegróval, valamint a szerb autonóm régiókkal közös államban maradásra szavazzanak, gyakorlatilag egy Nagy-Szerbia létrehozására tett kísérletként értelmezte.
Április 7-én az Egyesült Államok és az EGK független államként ismerte el Bosznia-Hercegovinát, és április elején a nemzetközi közösség többi tagja is elismerte az országot. Azon a napon a boszniai szerb vezetők is kikiáltották a függetlenséget, és államukat Szerb Köztársaságra keresztelték át. Május 12-én a Boszniai Szerb Nemzetgyűlés elfogadta „A szerb nemzet hat stratégiai célját”; Radovan Karadžić azt mondta: „Az első ilyen cél a két nemzeti közösség szétválasztása – az államok elválasztása, azoktól az ellenségeinktől való elválasztás, akik minden lehetőséget felhasználtak, különösen ebben a században, hogy megtámadjanak minket, és akik folytatnák ezt a gyakorlatot, ha ugyanabban az államban együtt maradnánk.” Május 22-én Bosznia-Hercegovinát felvették az Egyesült Nemzetek Szervezete tagjai közé. Az elismerést követő egy hónapon belül megkezdődött Szarajevó ostroma, és az év végére a Boszniai Szerb Köztársaság hadserege (VRS) már Bosznia-Hercegovina 70%-át ellenőrizte.

## Fordítás
- Ez a szócikk részben vagy egészben  a(z)   1991 Bosnian Serb referendum című angol Wikipédia-szócikk ezen változatának fordításán alapul.  Az eredeti cikk szerkesztőit annak laptörténete sorolja fel. Ez a jelzés csupán a megfogalmazás eredetét és a szerzői jogokat jelzi, nem szolgál a cikkben szereplő információk forrásmegjelöléseként.